# قصب الذريرة
قَصَبُ الذَّريرَة أو وَجّ (الاسم العلمي: Acorus)، هو جنس نبات مُزهر من أحاديات الفلقة. تم وضع هذا الجنس ضمن فصيلة اللوفية، ولكن التصنيفات الحديثة تضعهُ في فصيلة الوَجّية ورتبة الوَجّيات، وهو يعد جنسًا وحيدًا ومن أقدم أحاديات الفلقة الباقية على قيد الحياة. أشارت بعض الدراسات القديمة إلى أنه الجنس تم وضعه في سلالة (رتبة المزماريات)، والتي تشمل أيضًا اللوفية، التوفيلديات (سُميت الفصيلة على عالم النبات البريطاني توماس توفليد)، وعدة فصائل من أحاديات الفلقة المائية (على سبيل المثال، المزمارية، نبتة بوسيدون). ومع ذلك، تثبت الدراسات الحديثة في علم الوراثة أن الوَجّ هو أخ لجميع أحاديات الفلقة الأخرى.